# Noël Bas
François Bas, detto Noël (24 dicembre 1877 – 3 luglio 1960), è stato un ginnasta francese che vinse la medaglia d'argento negli esercizi combinati di ginnastica alla II Olimpiade.
Gli esercizi combinati furono l'unico evento di ginnastica che si disputò alle Olimpiadi di Parigi del 1900. Vi presero 134 concorrenti, in larga parte francesi; gli stranieri in gara furono 25. Bas si classificò al secondo posto con 295 punti. Il secondo posto nel corcorso olimpico gli valse la medaglia d'argento.